# 圣维戈尔德梅兹雷
圣维戈尔德梅兹雷（法語：Saint-Vigor-des-Mézerets，法語發音：[sɛ̃ viɡɔʁ de mezʁɛ] ⓘ）是法国卡尔瓦多斯省的一个旧市镇，属于维尔区。2017年，圣维戈尔德梅兹雷与临近的2个市镇合并为新市镇泰尔德德吕昂斯。

## 地理
圣维戈尔德梅兹雷（48°54'31"N, 0°38'31"W）面积9.47 平方千米，位于法国诺曼底大区卡爾瓦多斯省，该省份为法国西北部沿海省份，北濒大西洋英吉利海峡，东北与滨海塞纳省以海上边界相接，东临厄尔省，南至奧恩省，西与芒什省接壤。
与圣维戈尔德梅兹雷接壤的市镇（或旧市镇、城区）包括：拉沙佩勒昂热尔博、拉西、莱诺、佩里尼、拉罗克、圣让勒布朗、圣皮埃尔拉维埃耶、瓦西、瓦尔达利耶尔。
圣维戈尔德梅兹雷的时区为UTC+01:00、UTC+02:00（夏令时）。

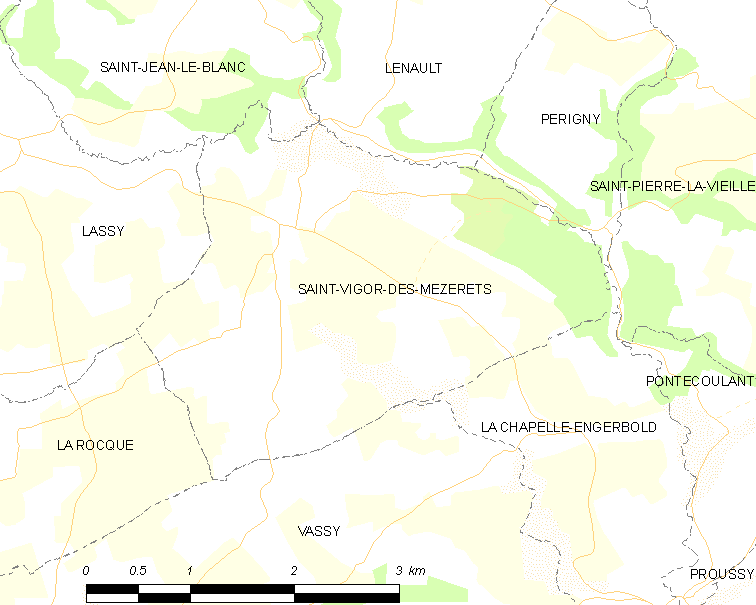
圣维戈尔德梅兹雷的OSM定位图

## 行政
圣维戈尔德梅兹雷的邮政编码为14770，INSEE市镇编码为14662。

## 政治
圣维戈尔德梅兹雷所属的省级选区为诺曼底地区孔代县。

## 人口

1962-2008年间圣维戈尔德梅兹雷人口变化图示

圣维戈尔德梅兹雷于2018年1月1日时的人口数量为247人。